# Der Schrecken von Singapore
Der Schrecken von Singapore ist ein US-amerikanisches Stummfilmdrama aus dem Jahr 1926 von Tod Browning mit Lon Chaney sr und Lois Moran in den Hauptrollen. Das Drehbuch basiert auf Originalstory von Tod Browning und Herman J. Mankiewicz.

## Handlung
Singapore Joe ist Kapitän an Bord eines Schiffes nach Mandalay. Seine Frau liegt hochschwanger in ihrer Kabine. Sie stirbt bei der Geburt einer Tochter, der Kapitän überlässt das Kind seinem Bruder Pater James, einem Priester, der das Mädchen wie sein eigenes aufzieht. Zwanzig Jahre vergehen, und der Kapitän ist nun ein hartgesottener Krimineller, der alles vergisst und zusammen mit einem abscheulichen chinesischen Komplizen namens English Charlie Wing ein Bordell in Singapur betreibt. Ein dritter Partner in ihren zwielichtigen Geschäften ist als „Der Admiral“ bekannt, ein gefallener junger Mann, der einst ein wohlhabender Engländer war. 
Wann immer er in Mandalay ist, besucht Joe seine Tochter, die inzwischen erwachsen ist und in der Stadt einen Laden für religiöse Souvenirs betreibt. Sie weiß nicht, dass Joe ihr Vater ist, und ist abgestoßen von dem rohen einäugigen Mann, wann immer er vorbeikommt. Der Admiral kommt eines Tages in ihren Laden und er und sie beginnen eine romantische Beziehung. Joe erzählt Pater James, dass er daran denkt, sein Leben zu ändern und seine Tochter mitzunehmen, um gemeinsam ein neues Leben zu beginnen. James warnt ihn, dass er bereits zu viele Sünden auf seiner Seele habe, die ihn belasten. 
Joe erfährt, dass seine Tochter heiraten will. Am Tag der Hochzeit schleicht er sich in die Kirche und ist schockiert, als er feststellt, dass ihr zukünftiger Ehemann der Admiral ist.
Joe hindert den Priester daran, die Zeremonie durchzuführen, seine Männer entführen den Admiral und schmuggeln ihn zurück in Joes Bordell in Singapur. Das Mädchen vermutet, dass Joe ihren Verlobten entführt hat, und reist zum Bordell, um ihn zu retten. Charlie Wing lockt das junge Mädchen nach oben und ist gerade dabei, sie zu vergewaltigen, als Joe hereinkommt und ihn aufhält. Der Admiral kommt und kämpft mit Joe, während des Kampfes sticht das Mädchen Joe nieder, ohne zu erkennen, dass er ihr Vater ist. Joe fordert den Admiral auf, sie weit weg zu bringen, und er hält Charlie Wing in Schach, während die beiden Liebenden fliehen. Pater James kommt gerade rechtzeitig, um zu sehen, wie Singapore Joe an seiner Messerwunde stirbt.

## Hintergrund
Eine Pressemeldung vom 17. April 1926 gab bekannt, dass die Dreharbeiten begonnen hatten. 
Hauptdarsteller Lon Chaney sr., bekannt für seine Spezial-Make-up-Effekte, ließ laut einem Artikel vom 6. Juni 1926 durch die Anwendung eines Kollodiumpräparats, das unter sein Augenlid eingesetzt wurde, auf einem seiner Augen einen grauen Star aussehen. Die Chemikalie soll schmerzhaft gewesen sein und Chaney konnte sie nicht länger als eine Stunde am Stück in seinem Auge ertragen.
Cedric Gibbons und A. Arnold Gillespie oblag die künstlerische Leitung.
Die Premiere des Films fand am 25. Juni 1926 in Los Angeles statt.

## Kritiken
Mordaunt Hall von der The New York Times befand, der Titel wecke die Hoffnung, dass es sich um ein Thema mit starker Dramatik, einem gewissen Maß an poetischem Denken und einer farbenfrohen Atmosphäre handeln würde. Leider sei dieses melodramatische Stück alles andere als ein beeindruckendes Werk. Sowohl die schauspielerischen als auch die szenischen Effekte seien in vielen Fällen äußerst künstlich, was überraschend sei, da diese Produktion den entscheidenden Vorteil habe, dass Tod Browning Regie führte. Obwohl es sich nicht unbedingt um eine brillante Idee handele, liege der Fehler weniger in der Erzählung als vielmehr in der Regie und der daraus resultierenden Handlung.

## Auszeichnungen
1926 wurde der Film als bester Film des Monats September mit dem Photoplay Award ausgezeichnet. Lon Chaney sr. wurde als bester Darsteller des Monats September geehrt.